# Catedral de Salisbury
A Catedral de Salisbury, conhecida formalmente como Igreja Catedral da Santíssima Virgem Maria (em inglês: Cathedral Church of the Blessed Virgin Mary), é uma catedral anglicana em Salisbury, Inglaterra, e um dos principais exemplos da arquitetura inglesa primitiva. O corpo principal do edifício foi completado em apenas 38 anos, entre 1220 e 1258.
A catedral tem o mais alto coruchéu de igreja no Reino Unido, com 123 metros de altura. Os visitantes podem realizar ali o "Tower Tour", no qual visitam o interior do coruchéu e apreciam os antigos andaimes de madeira. A catedral também tem o maior claustro e também o maior bairro vinculado a uma catedral da Grã-Bretanha, com mais de 320 000 m². É ali que está também o mais antigo relógio ainda em funcionamento — desde 1386 — e a melhor das quatro cópias originais da Magna Carta. Em 2008, a Catedral de Salisbury celebrou seu 750º aniversário.
É a igreja mãe da diocese anglicana de Salisbury e sé episcopal do bispo de Salisbury, Nick Holtam.

## História
Como resultado da crescente deterioração das relações entre o clero e os militares na Catedral Old Sarum, tomou-se a decisão de realocar a catedral e sé episcopal mudou-se para Salisbury. A mudança ocorreu durante o mandato do bispo Richard Poore, que era muito rico e doou a terra para a construção do edifício. A nova catedral foi financiada por doações, principalmente dos cônegos e vigários do sudeste da Inglaterra, que receberam a solicitação de contribuir com uma soma fixa anual até o término da obra. Conta a lenda que o bispo de Old Sarum atirou uma flecha na direção de onde queria construir a catedral, mas a flecha atingiu um cervo que morreu no local onde hoje está a Catedral de Salisbury. Alguns acreditam que o cruzeiro da catedral, Old Sarum e Stonehenge estão em uma linha de Ley, apesar de Clive L.N. Ruggles afirmar que o local, um pântano, só foi escolhido por que não se conseguiu adquirir o local preferido, alguns quilômetros para o oeste.
A pedra fundamental foi lançada em 28 de abril de 1228. A maior parte das pedras necessárias para a construção veio das pedreiras de Teffont Evias. Por causa da alta "WATER TABLE" no local, a catedral foi construída sobre pouco mais de 1 metro de de fundação e já em 1258 estavam prontos a nave, o transepto e o coro. A fachada ocidental ficou pronta em 1265.
As únicas seções mais importantes completadas depois disto foram os claustros, em 1240, a casa do capítulo, em 1263, a torre e seu coruchéu, que, com 123 metros de altura, passaram a dominar paisagem a partir de 1320. Apesar do coruchéu ser a mais impressionante característica do edifício, sua construção foi problemática. Junto com a torre, ele agregou 6 397 toneladas ao peso do edifício. Sem a adição dos arcobotantes, arcos de apoio e braçadeiras de ferro nas paredes nos séculos seguintes, seu destino teria sido o mesmo dos grandes coruchéus de grandes igrejas (como a Abadia de Malmesbury), o desabamento. Ao invés disso, Salisbury continua na lista das estruturas mais altas do Reino Unido. Do lado de dentro, os pilares de suporto nos quatro cantos da torre parecem se curvar para dentro sob o peso da estrutura e foi somente a inclusão de vigas sobre o cruzeiro, projetadas por Sir Christopher Wren em 1668, que impediu uma deformação ainda maior. Elas ficam escondidas sob um teto falso instalado abaixo da lanterna na torre.
Mudanças significativas à catedral foram feitas pelo arquiteto James Wyatt em 1790, incluindo a substituição do coro alto e a demolição de uma torre sineira de mais de 100 metros de altura que ficava a noroeste do edifício principal. Salisbury é uma das três únicas catedrais da Inglaterra que não têm uma fila de sinos (as outras são a Catedral de Norwich e a Catedral de Ely), apesar de as horas serem badaladas a cada quinze minutos. No total, 70 000 toneladas de pedra, 3 000 toneladas de madeira e 450 toneladas de chumbo foram utilizadas na construção da catedral.

## Edifício e arquitetura

### Fachada ocidental
A fachada ocidental foi claramente inspirada pela de Wells. É composta por dois torreões, uma em cada extremidade, com dois arcobotantes perto da linha central sustentando a grande janela tripla no centro da fachada. Acima dos torreões estão pequenos coruchéus e da seção central, um gablete com quatro janelas lancetas encimadas por duas janelas lóbulares circulares. Acima de tudo, uma mandorla circundando Cristo em Majestade. No nível do chão está a porta principal, ladeada por duas portas menores. O conjunto é ricamente decorado por motivos lobulares, colunas e faixas de padrões repetidos. É quase certo que a fachada ocidental foi construída juntamente com a catedral, principalmente pela forma como as janelas se adequam perfeitamente aos espaços interiores. A fachada inteira tem 33 metros de altura e de largura e já se defendeu que ela teria sido construída numa escala menor do que planejada inicialmente. Faltam-lhe torres completas ou coruchéus como em Wells, Lincoln e Lichfield. O conjunto todo foi intensamente criticado por Alec Clifton-Taylor, que afirma que ela é a menos bem-sucedida das fachadas deste tipo na Inglaterra e uma caricatura de seu protótipo (Wells). Ele continua afirmando que falta-lhe coordenação e que seu conjunto estatuário vitoriano é "pobre e insípido".
Estão na fachada mais de 130 nichos rasos de diversos tamanhos, com 73 deles ainda abrigando uma estátua. A linha de nichos dá a volta nos torreões no lado norte, sul e leste. Há cinco níveis de nichos (sem incluir a mandorla) com estátuas de, a partir do topo, anjos, arcanjos, patriarcas bíblicos, apóstolos e evangelistas, mártires, doutores e filósofos e, no nível inferior, membros da realeza e do clero e pessoas destacadas com alguma relação com a catedral. A maioria das estátuas foi colocada em meados do século XIX, mas sete delas são do século XIV e diversas outras foram colocadas já no século XXI.

### Nave
A Catedral de Salisbury é pouco usual por sua nave, alta e estreita, e pelo belo efeito visual provocado pelo uso de pedras de tom cinza claro (Chilmark) para as paredes e de mármore negro polido (Purbeck) para as colunas. O espaço se divide em três níveis: uma alta arcada ogival, uma galeria aberta e um pequeno clerestório. Perfiladas entre os pilares estão os túmulos dos nobres sepultados na catedral, como o de Guilherme Longespée, meio-irmão do rei João e filho ilegítimo de Henrique II de Inglaterra, a primeira pessoa a ser enterrada lá.

### Casa capitular e aMagna Carta
A casa capitular é notável por seu formato octogonal , um estreito pilar central e seus belo friso decorativo medieval. Ela foi redecorada entre 1855-59 por William Burges. O friso circunda o interior num nível logo acima dos bancos e traz cenas do Antigo Testamento retiradas do Gênesis e do Êxodo, incluindo as histórias de Adão e Eva, Noé, a Torre de Babel, o sacrifício de Isaac e a história de Jacó. A casa capitular também abriga a melhor preservada das quatro cópias originais da Magna Carta ainda existentes. Esta cópia chegou a Salisbury pelas mãos de Elias de Dereham, que estava presente em Runnymede em 1215, onde recebeu a missão de distribuir algumas das cópias originais. Elias depois tornou-se cônego em Salisbury e supervisionou a construção da catedral.

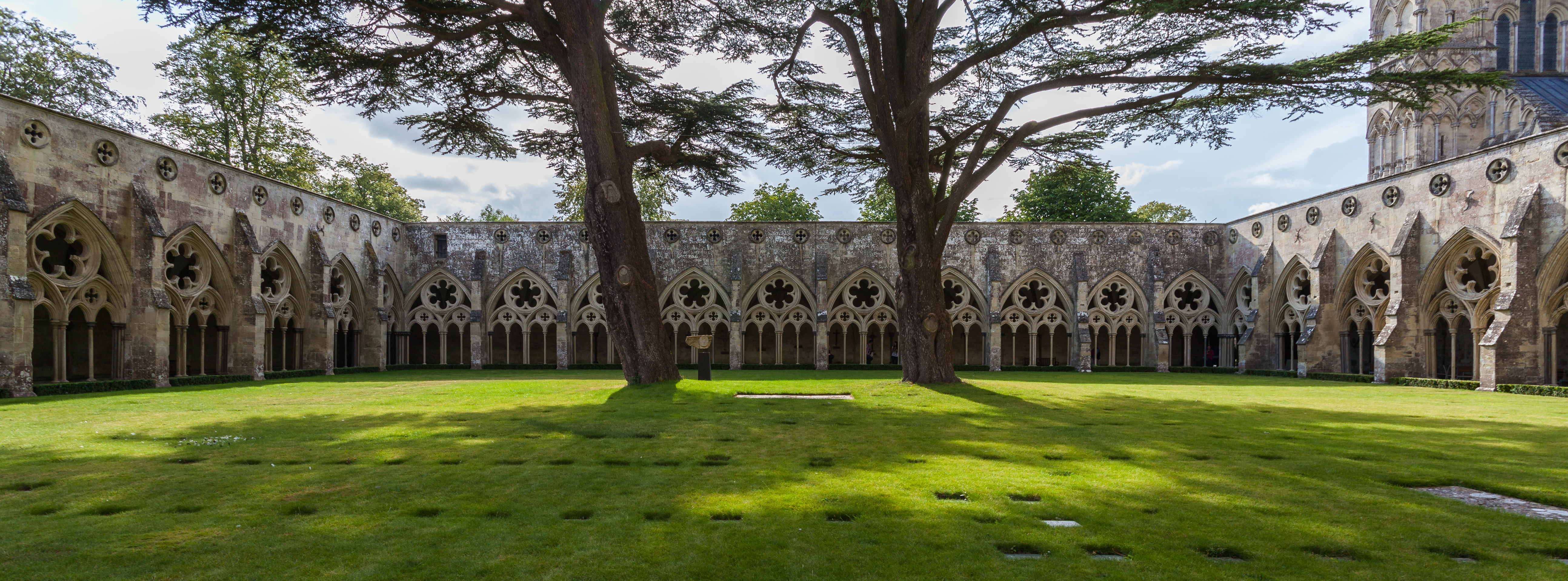
Vista do claustro.

### Relógio
O relógio da Catedral de Salisbury, de 1386, é considerado o mais antigo relógio moderno ainda em funcionamento no mundo. Ele não tem mostrador por que todos os relógios daquela época soavam as horas através de sinos. Ele ficou na torre sineira até 1792, quando ela foi demolida e ele foi instalado na torre do cruzeiro, onde ficou até 1884. O relógio foi depois colocado num depósito e permaneceu esquecido lá até 1929. Em 1956, foi consertado e restaurado. Em 2007, foi reformado.

### Órgão
O atual órgão foi instalado em 1877 por Henry Willis & Sons.Sir Walter Alcock, que foi organista da catedral a partir de 1916, supervisionou a restauração estritamente fiel à original do famoso órgão do padre Willis, chegando a extremos como se recusar a permitir que partes do instrumento deixassem a catedral para evitar que qualquer alteração tonal não autorizada fosse feita sem seu conhecimento.
Um órgão mais antigo foi doado pelo rei Jorge III da Inglaterra e instalado sobre o arrendado em pedra que separa o coro da nave. Ele foi depois removido e instalado na Igreja de São Tomé.

## Sepultamentos
Entre as pessoas sepultadas na catedral, a mais famosa é provavelmente Sir Edward Heath (1916–2005), que serviu como Primeiro-ministro do Reino Unido entre 1970 e 1974 e como membro do parlamento inglês entre 1950 e 2001. Ele viveu no bairro da catedral os últimos vinte anos de sua vida.
- Santo Osmundo, bispo de Salisbury (1078 até 1099)
- Rogério de Salisbúria, bispo de Salisbury (1102 até 1139)
- Joscelino de Bohon, bispo de Salisbury (1142 até 1184)
- Roberto de Bingham, bispo de Salisbury (1229 até 1246)
- Egídio de Bridport, bispo de Salisbury (1256 até 1262)
- Gualtério de la Wyle, bispo de Salisbury (1263 até 1271)
- Nicolau Longespee, bispo de Salisbury (1291 até 1297)
- Simão de Gante, bispo de Salisbury (1297 até 1315)
- Rogégio Martival, bispo de Salisbury (1315 até 1330)
- Gualtério Hungerford, 1º barão de Hungerford (1378–1449)
- Ricardo Mitford, bispo de Salisbury (1395 até 1407)
- Roberto Hungerford, senhor de Moleyns e 3º barão de Hungerford (1431–1464)
- Ricardo Beauchamp, bispo de Salisbury (1450 até 1482)
- Edmund Audley, bispo de Salisbury (1501 até 1524)
- John Jewel, bispo de Salisbury (1559 até 1571)
- Edmund Gheast, bispo de Salisbury (1571 até 1577)
- Alexander Hyde, bispo de Salisbury (1665 até 1667)
- John Thomas, bispo de Salisbury (1761 até 1766)

## Galeria

Imagens da catedral
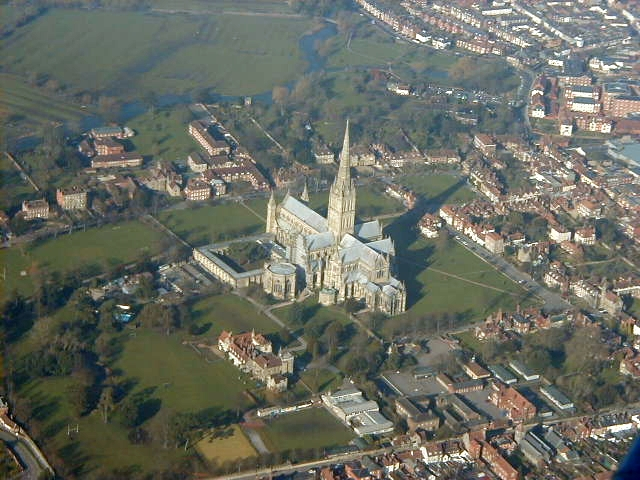
Vista do alto
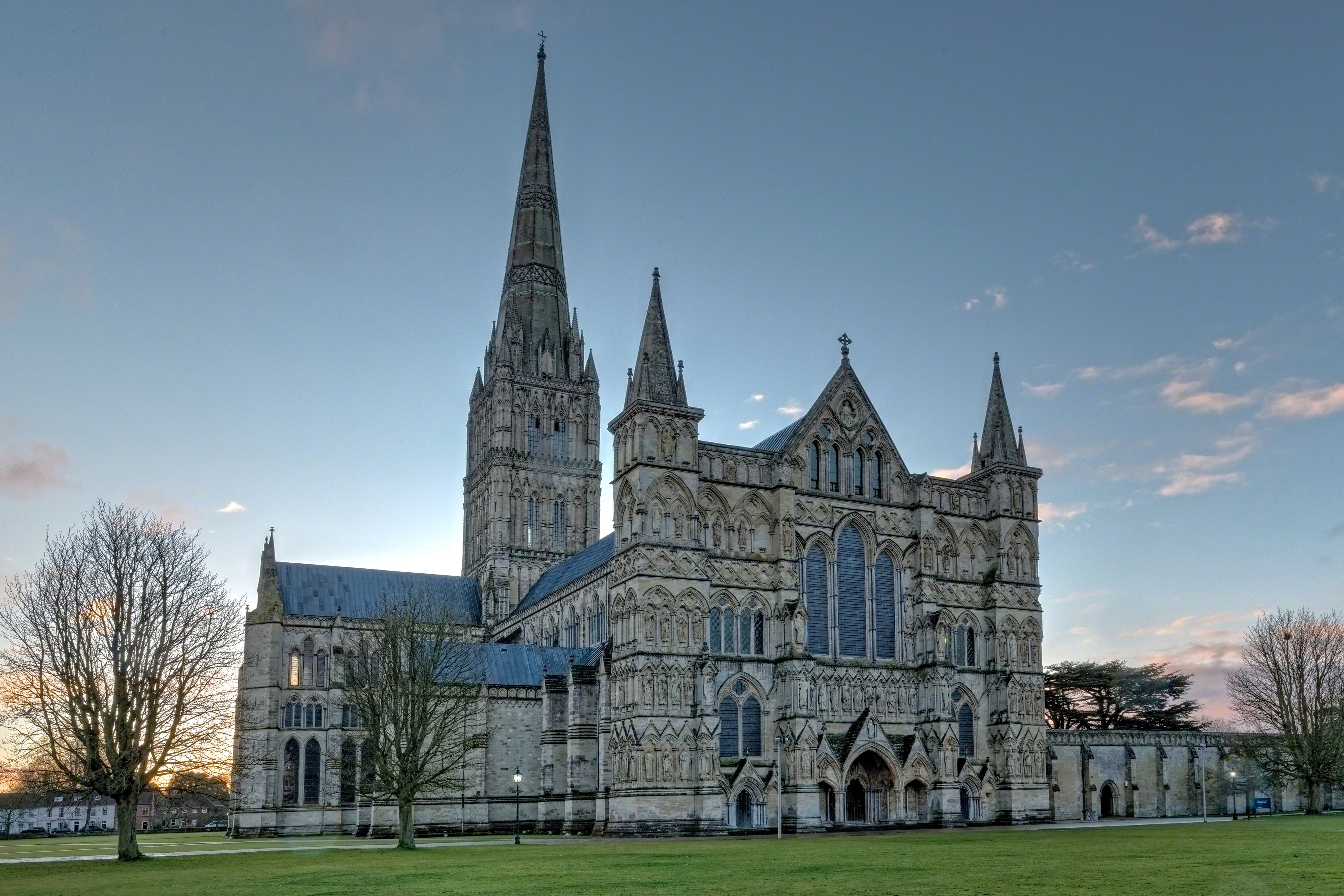
Fachada ocidental
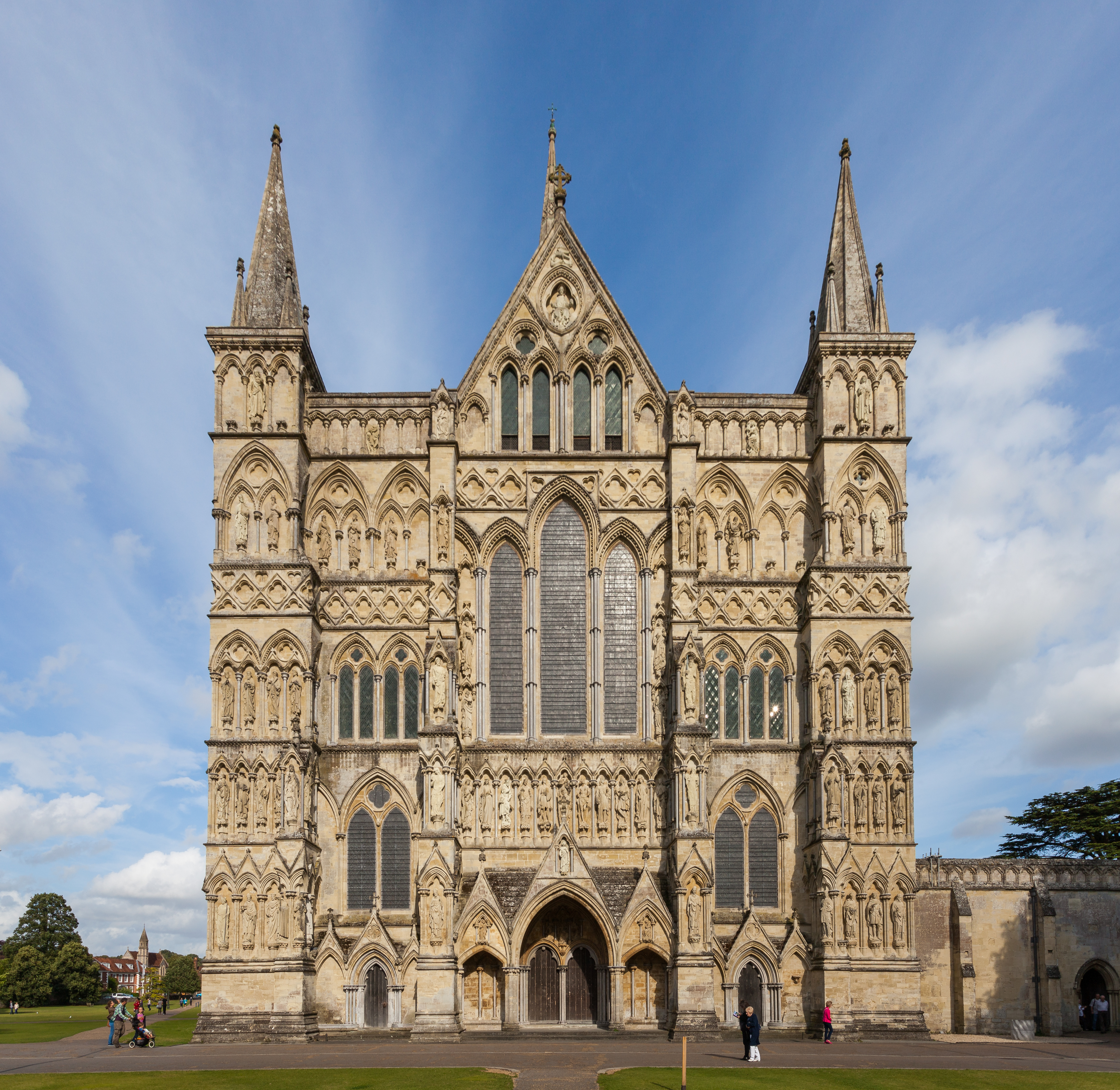
Fachada ocidental
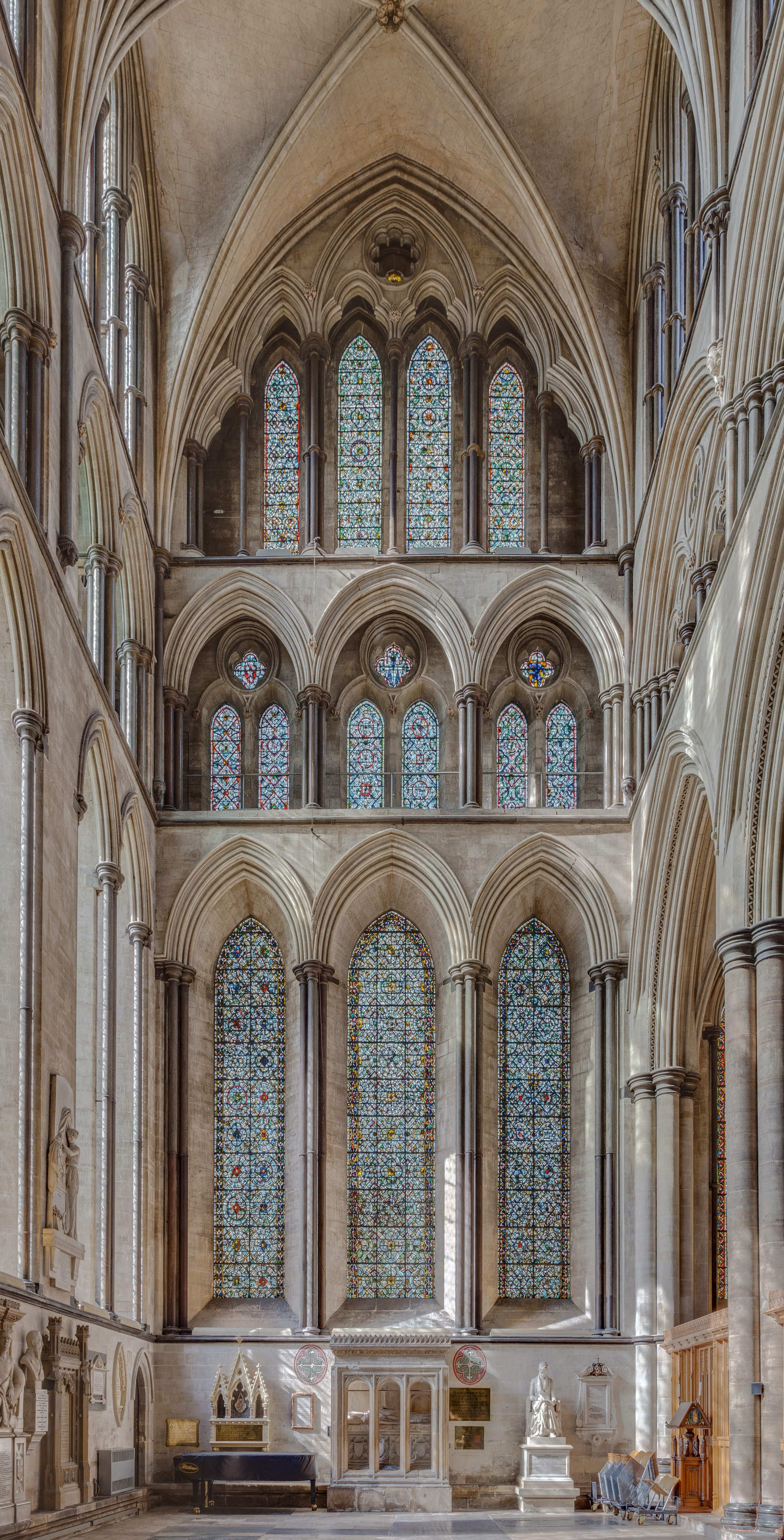
Janela tripla da fachada ocidental
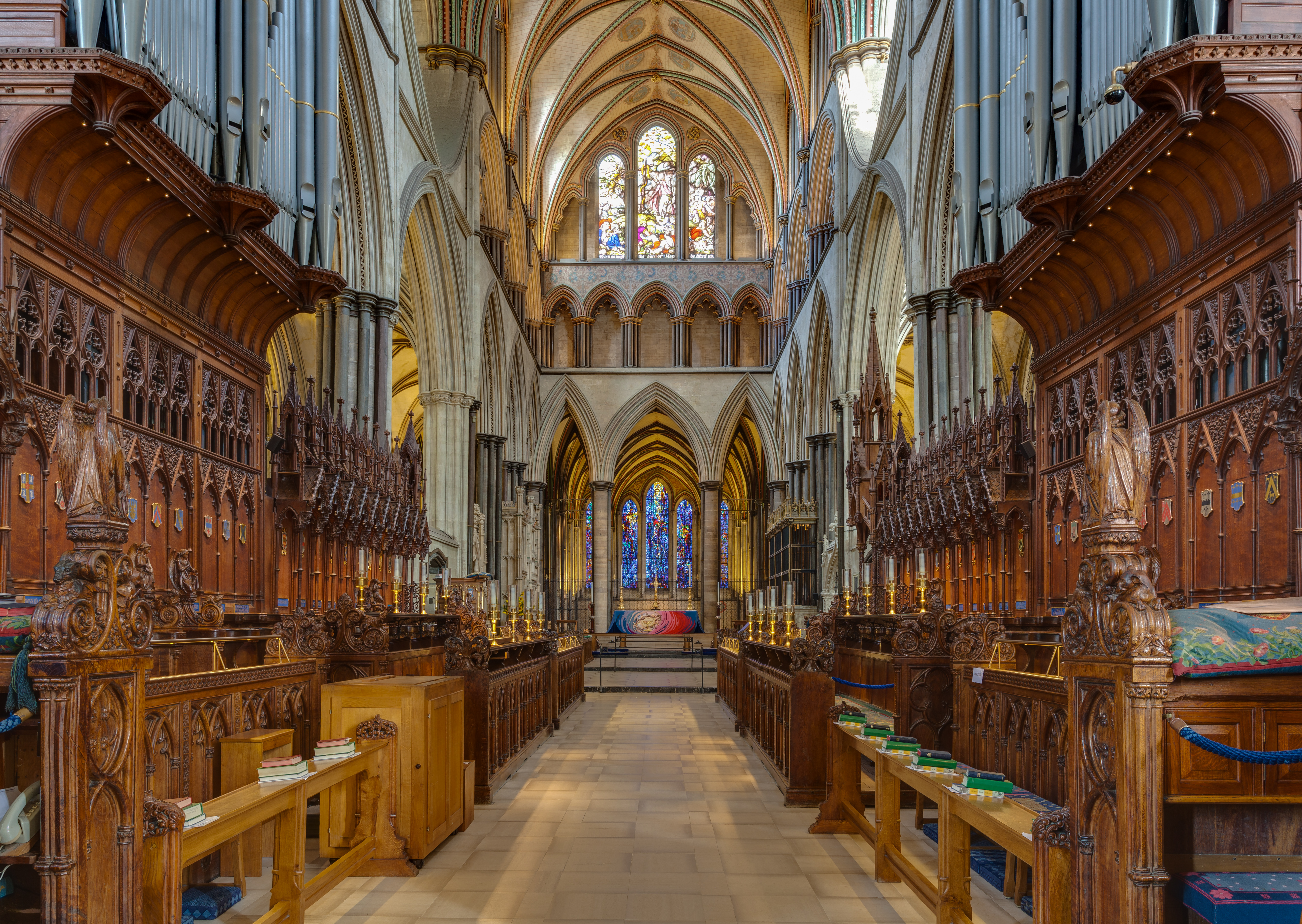
Coro
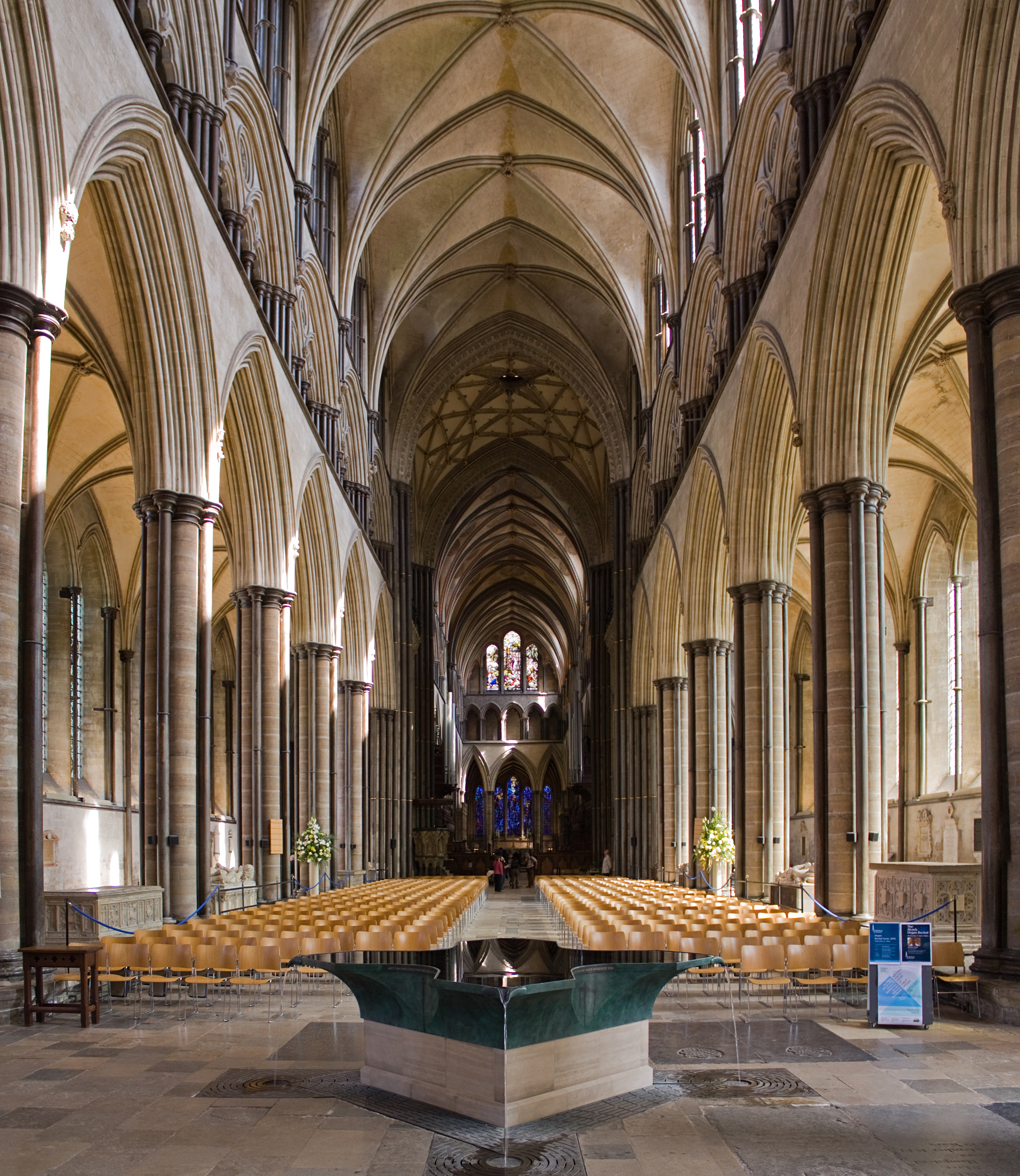
Nave
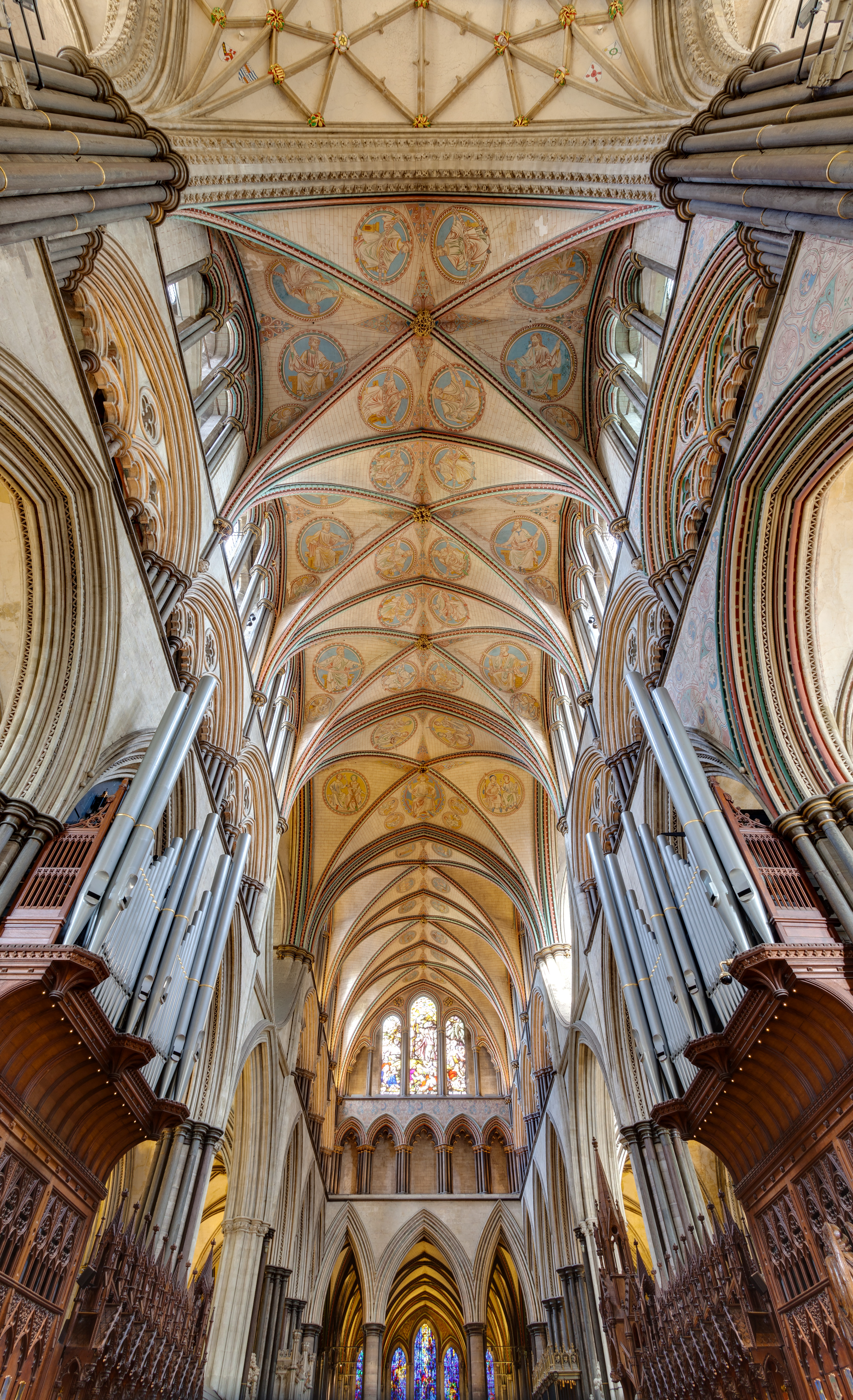
Abóbada em cruzaria sobre as janelas do clerestório